# Черново (Вологодская область)
Черново — деревня в Кадуйском районе Вологодской области.
Входит в состав сельского поселения Семизерье (до 2015 года входила в Рукавицкое сельское поселение), с точки зрения административно-территориального деления — в Чупринский сельсовет.
Расположена на левом берегу реки Усть-Кадуй (приток Суды) в селе Пусторадицы. Расстояние по автодороге до районного центра Кадуя — 16 км, до центра муниципального образования деревни Малая Рукавицкая — 14 км. Ближайшие населённые пункты — Жорновец, Кадуй, Пугино.
По данным переписи в 2002 году постоянного населения не было.
Упоминается в документах 1678 года как деревня Чёрное, название связано с гидронимом. В XVIII—XIX веках название изменено на Черново.